# Triopha
Triopha es un género de moluscos nudibranquios de la familia Polyceridae.

## Morfología
El género se caracteriza por tener el cuerpo limaciforme, redondeado en la parte anterior, algo arqueado en el medio, y puntiagudo en la parte posterior . El notum, o manto, está recubierto, parcial o totalmente, de papillae o tubérculos. La cabeza es aplanada y expandida, más ancha que el cuerpo, con el margen anterior formando un velo frontal con varios tubérculos. Los rinóforos, u órganos sensitivos, son lamelados y retráctiles. Las branquias, normalmente 5, son tripinnadas; y dispuestas en semicírculo alrededor del ano. Cuentan con 4 placas raquídeas, las interiores cuadrangulares y las exteriores triangulares; los dientes interiores laterales son ganchudos, los laterales exteriores son como escamas.

## Reproducción
Son ovíparos y hermafroditas triáulicos, que cuentan con dos aberturas genitales femeninas separadas: oviducto y vagina, y un pene masculino.
Aunque son hermafroditas no pueden autofecundarse, por lo que necesitan, al menos, de otro individuo para procrear. Con frecuencia conforman agregaciones reproductivas de varios individuos, que, en su mayor parte, penetran a otro individuo, y son penetrados a su vez. 

## Alimentación
Son predadores carnívoros, alimentándose principalmente de briozoos, como Bugula mollis, Caulibugula ciliata, Cellaria mandibulata, Crisia spp, Dendrobeania lichenoides, Cauloramphus spp, Scrupocellaria spp o Membranipora membranacea.

## Hábitat y distribución
Estas pequeñas babosas marinas se distribuyen por el océano Pacífico norte, desde Alaska hasta Baja California en el este, y en Japón y Corea, en el oeste.
Habitan aguas templadas, en un rango de profundidad entre 0 y 40 m, y en un rango de temperatura entre 9.48 y 10.18 °C.
Frecuentan áreas intermareales rocosas, prefiriendo como sustratos algas, briozoos, ascidias o esponjas.

## Especies
El Registro Mundial de Especies Marinas reconoce las siguientes especies válidas en el género Triopha:
- Triopha catalinae (Cooper, 1863)
- Triopha maculata MacFarland, 1905
- Triopha occidentalis (Fewkes, 1889)

## Galería

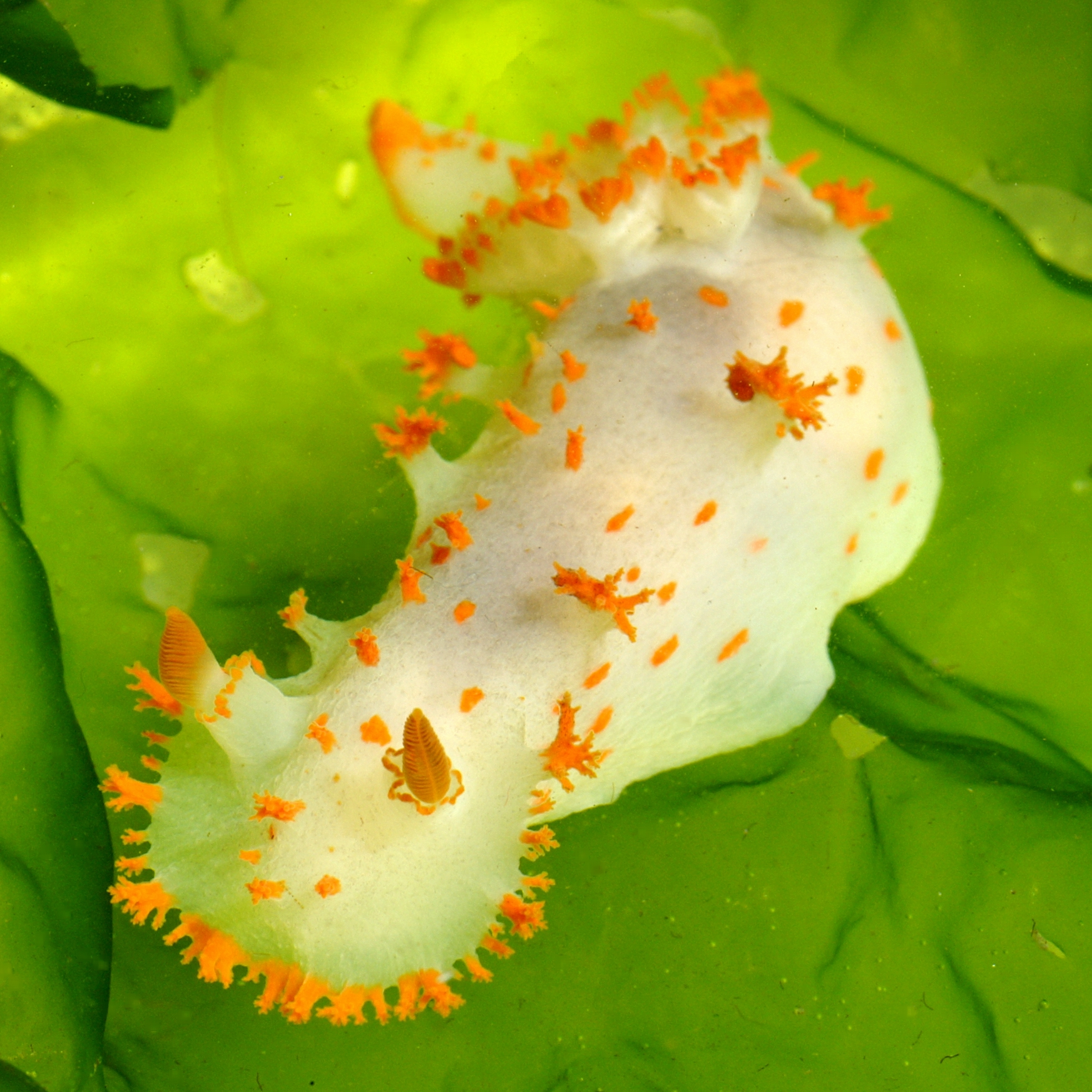
Triopha catalinae
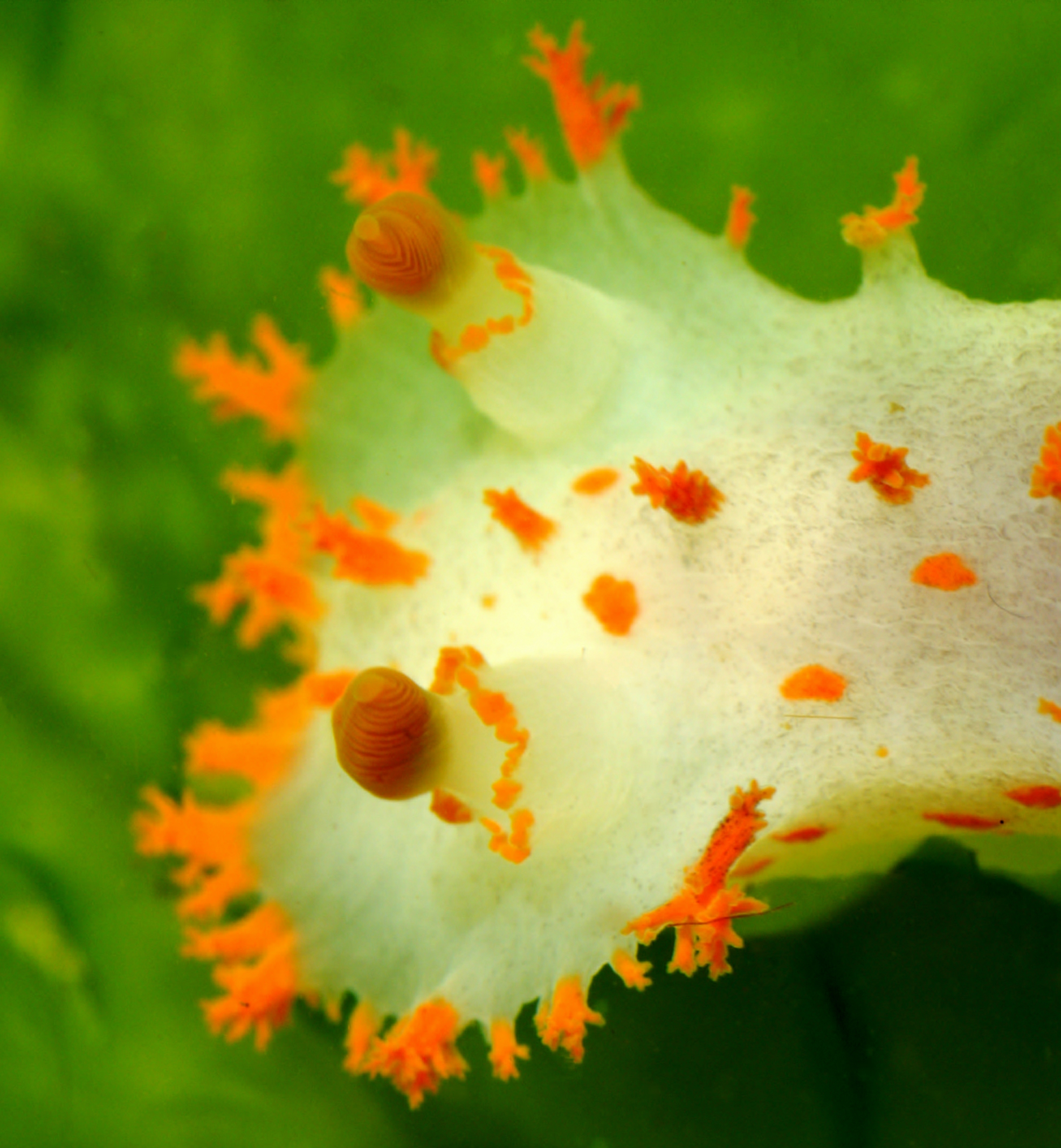
Cabeza de Triopha catalinae
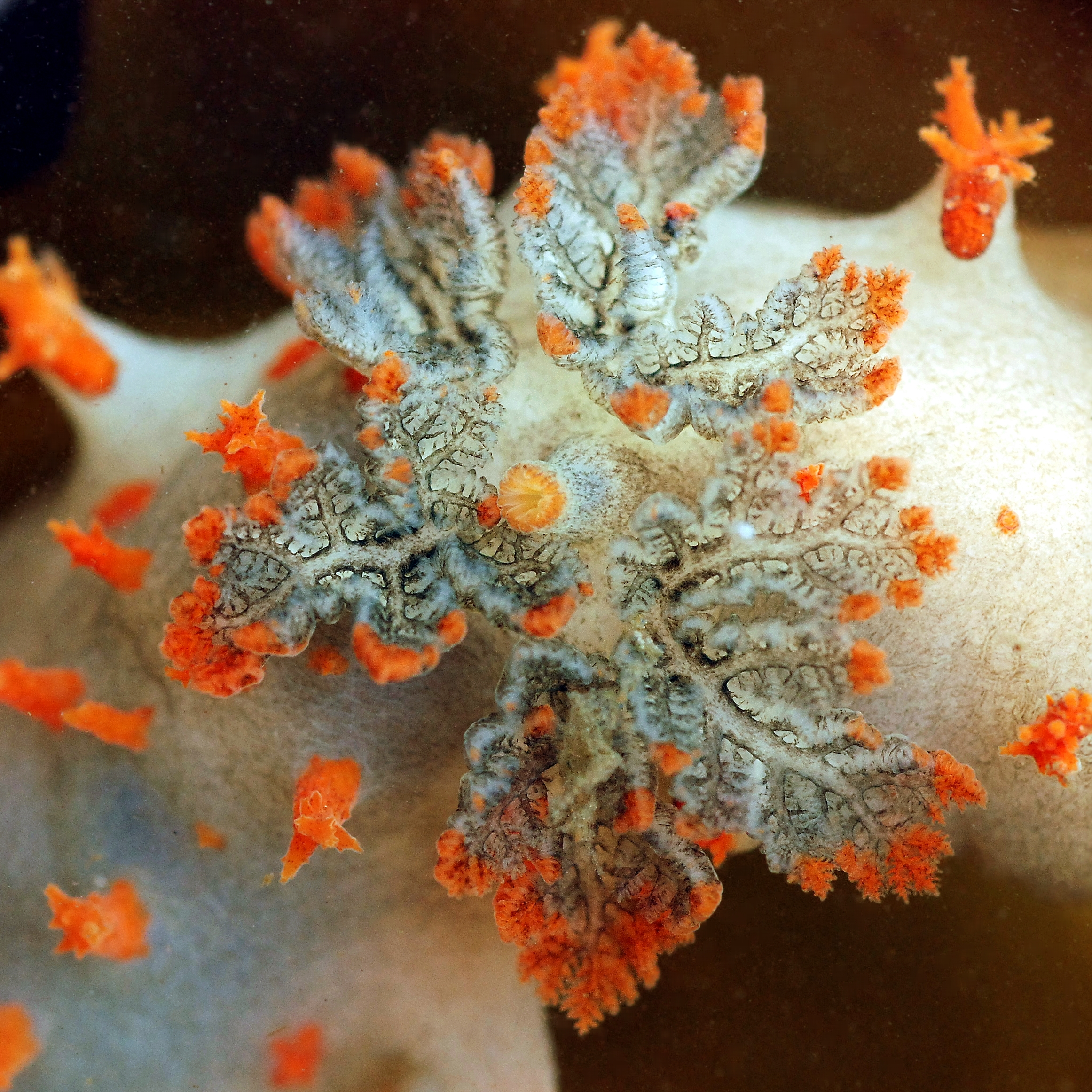
Branquias de Triopha catalinae
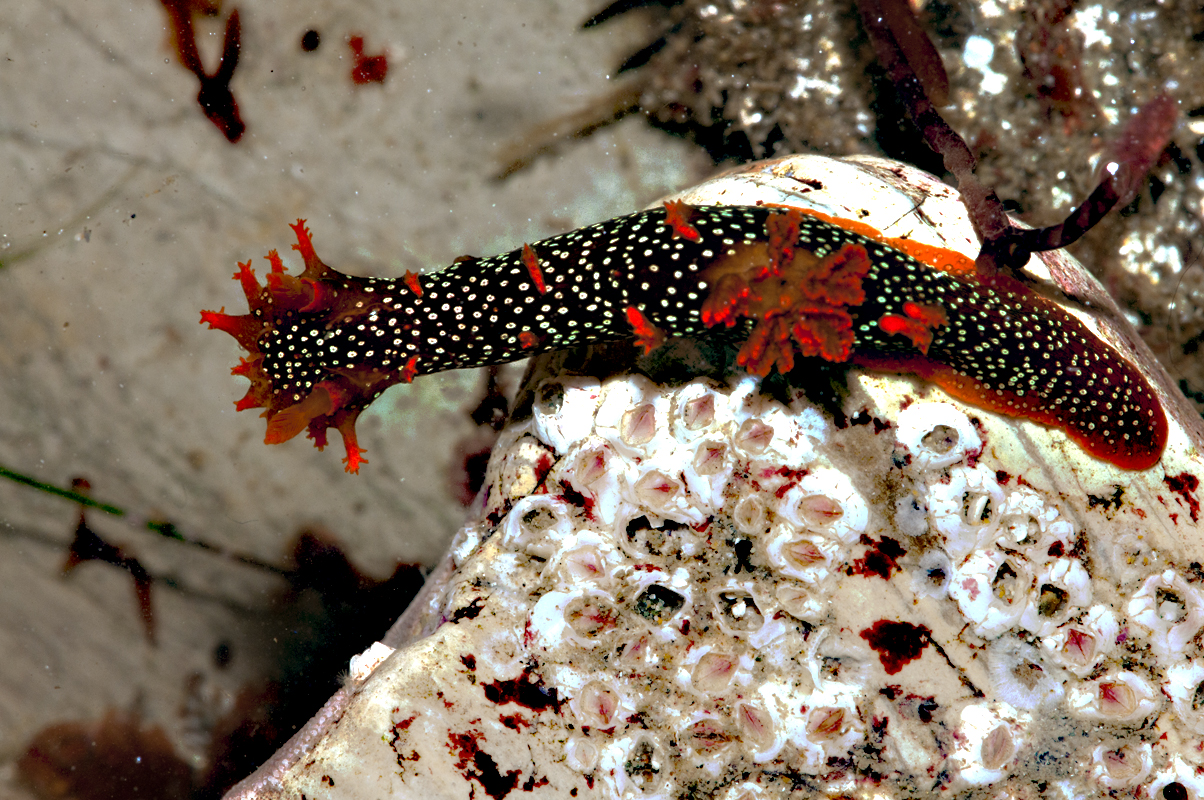
Triopha maculata
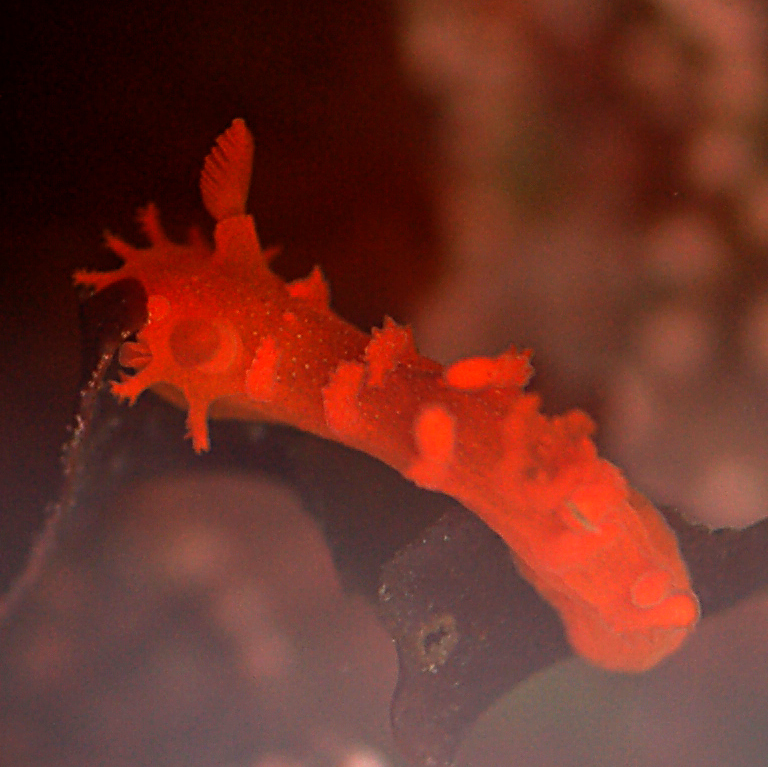
Juvenil de Triopha maculata
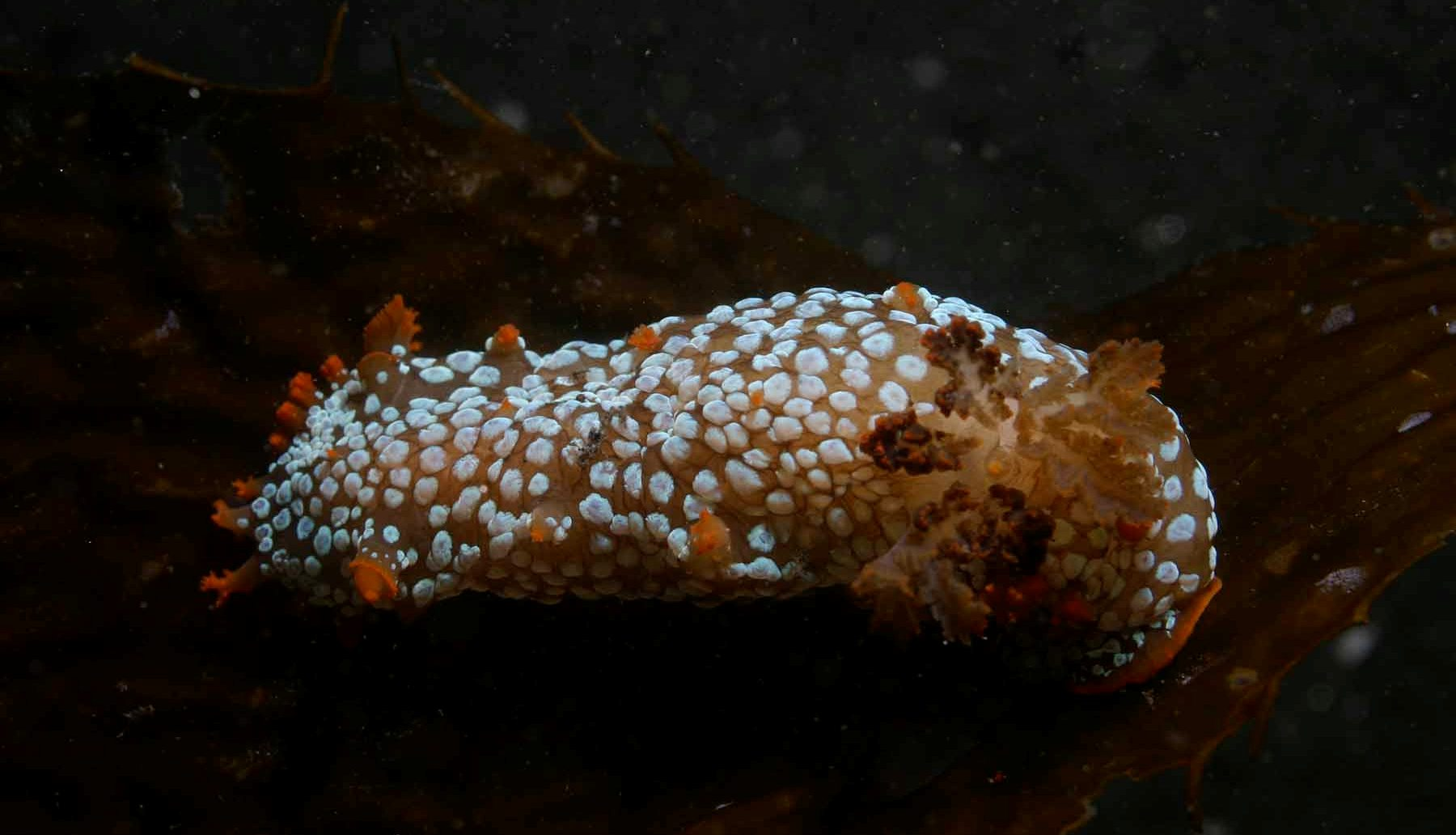
Variación de coloración de Triopha maculata
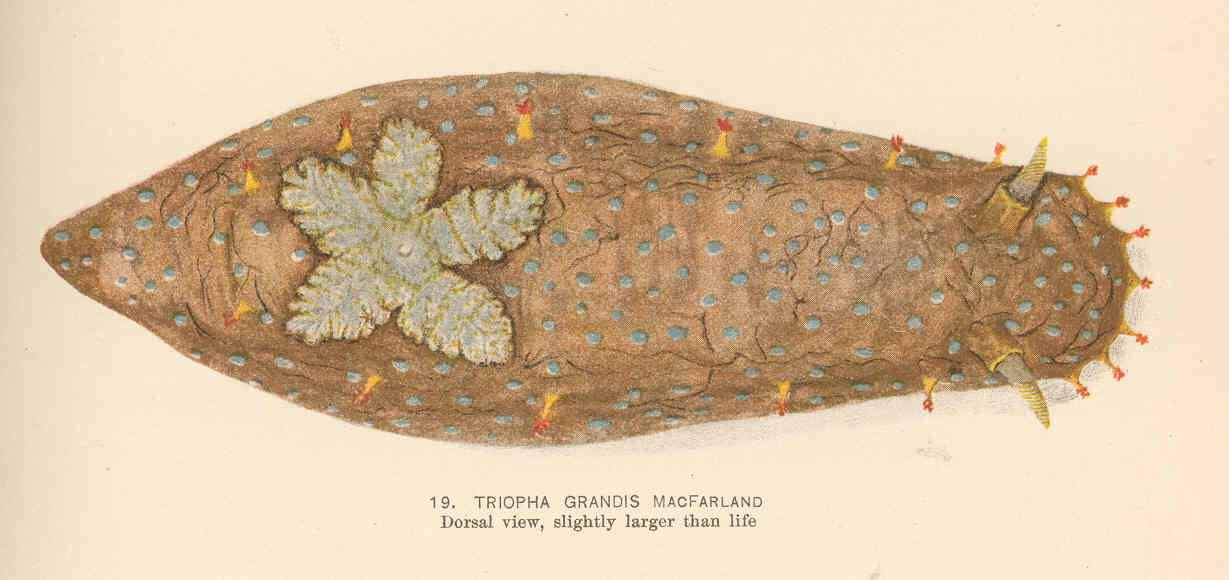
Triopha occidentalis

Especies cuyo nombre ha dejado de ser aceptado por sinonimia:

- Triopha aurantiaca Cockerell, 1908 aceptada como Triopha maculata MacFarland, 1905
- Triopha elioti O'Donoghue, 1921 aceptada como Triopha catalinae (Cooper, 1863)
- Triopha grandis MacFarland, 1905 aceptada como Triopha occidentalis (Fewkes, 1889)
- Triopha modesta Bergh, 1880 aceptada como Triopha catalinae (Cooper, 1863)
- Triopha scrippsiana Cockerell, 1915 aceptada como Triopha catalinae (Cooper, 1863)